# Фарис Джума ас-Саади
Фарис Джума ас-Саади (араб. فارس جمعة حسن جمعة السعدي‎; род. 30 декабря 1988, Эль-Айн, Abu Dhabi) — эмиратский футболист, играющий на позиции защитника. Ныне выступает за эмиратский клуб «Аль-Джазира».

## Клубная карьера
Фарис Джума начинал свою карьеру футболиста в клубе «Аль-Айн», в составе которого трижды становился чемпионом ОАЭ. Летом 2015 года он перешёл в «Аль-Джазиру».

## Карьера в сборной
19 марта 2008 года Фарис Джума дебютировал в составе сборной ОАЭ в гостевом товарищеском матче против команды Омана, выйдя на замену. 29 мая 2010 года он забил свой первый гол за национальную сборную, отметившись в товарищеской игре с Молдовой. Фарис Джума также принимал участие в матчах отборочных турниров чемпионатов мира 2010 и 2014 годов, Кубков наций Персидского залива 2009 и 2010 годов, а также отборочного турнира Кубка Азии 2011.

## Достижения
«Аль-Айн»
- Чемпион ОАЭ (3): 2011/12, 2012/13, 2014/15
- Обладатель Кубка лиги ОАЭ: 2008/09
- Обладатель Суперкубка ОАЭ: 2012

«Аль-Джазира»
- Чемпион ОАЭ: 2016/17